# Mie Nakayama
Pour les articles homonymes, voir Nakayama (homonymie).
Mie Nakayama (中山 三枝, Nakayama Mie) est une karatéka japonaise, 7e dan de karaté shitō-ryū, surtout connue pour avoir remporté le titre de championne du monde en kata individuel féminin aux championnats du monde de karaté 1982, 1984 et 1986.

## Résultats
| Résultat      | Date | Épreuve         | Catégorie | Compétition                | Ville hôte              |
| ------------- | ---- | --------------- | --------- | -------------------------- | ----------------------- |
| Médaille d'or | 1982 | Kata individuel | Seniors   | Championnats du monde 1982 | Taipei, en Taiwan       |
| Médaille d'or | 1984 | Kata individuel | Seniors   | Championnats du monde 1984 | Maastricht, en Pays-Bas |
| Médaille d'or | 1986 | Kata individuel | Seniors   | Championnats du monde 1986 | Sydney, en Australie    |